# Centenaire des Canadiens de Montréal
Le centenaire des Canadiens de Montréal est la célébration du centième anniversaire de la création (le 4 décembre 1909) de la franchise des Canadiens de Montréal, équipe de hockey de la Ligue nationale de hockey (LNH). Cet anniversaire fut célébré pendant les saisons 2008-2009 et 2009-2010.

## Événements
Plusieurs évènements ont été organisés pour célébrer le centenaire du Canadien.
- Montréal a organisé le Match des étoiles de 2009[1].
- L’organisation a retiré une série de chandails, dont cinq l’ont déjà été depuis 2005-2006.
- La monnaie royale canadienne et Postes Canada ont mis en circulation des pièces de 1 $ et des timbres à l’effigie du Canadien de Montréal.
- Un film de deux heures est présenté au grand écran le 4 décembre 2009, le jour même où le Canadien a été fondé en 1909. Scénarisé par Jacques Savoie et réalisé par Sylvain Archambault, doté d’un budget de 6 millions de dollars, le film Pour toujours, les Canadiens! relate l’histoire du club de hockey montréalais[2]. Plus de 14 000 partisans sont attendus à la première du film au Centre Bell le 16 novembre 2009. TVA Films a tenté de faire homologuer cette foule par le Livre Guinness des records comme étant la plus grande assistance à une première de cinéma[3]. Ce record, en supposant qu'il a bien été homologué, avait été dépassé en 2015[4].
- Un « anneau d'honneur », qui fit le tour de l’intérieur du Centre Bell, rendit hommage aux quarante-quatre anciens joueurs des Canadiens de Montréal qui font partie du Temple de la renommée du hockey ainsi qu’à dix grands bâtisseurs.
- Des cérémonies d'ouverture ont eu lieu lorsque les visiteurs, au Centre Bell, sont une des Six équipes originales de la LNH.
- L'inauguration de la Place du Centenaire à l'extérieur du Centre Bell.
- Certains soirs à domicile, les Canadiens portaient d'anciens chandails utilisés depuis la création du club.
- Une version du jeu Monopoly édition Canadiens de Montréal, est également produite[5].
- Un concert de l'Orchestre symphonique de Montréal célébrant les 100 ans du Canadien, ainsi que son propre 75e anniversaire.
- L'inauguration d'une patinoire extérieure communautaire payée par les Canadiens de Montréal.
- Le jeu NHL 09, créé par EA Sports, contient une équipe « Centenaire des Canadiens de Montréal » qui réunit les meilleurs joueurs de toute l'histoire du Canadien.
- L'organisation du Canadien a eu des discussions avec la Régie des installations olympiques (RIO) afin d'obtenir l'autorisation de disputer un match au Stade olympique de Montréal[6]. Le stade étant fermé l'hiver pour des raisons de sécurité, l'autorisation a été refusée.
- Création du Temple de la renommée des Canadiens de Montréal[7].
- L'inauguration de l'avenue des Canadiens-de-Montréal.
- Le repêchage d'entrée dans la LNH 2009 s'est déroulé à Montréal pour le centenaire de l'équipe

### Chandails retirés
Dans le cadre des célébrations de son 100e anniversaire, l'organisation du Canadien de Montréal a retiré les numéros de chandails suivants lors des trois précédentes saisons :
- 2005–2006 : Dickie Moore, Yvan Cournoyer (numéro 12) ; Bernard « Boom Boom » Geoffrion (numéro 5)
- 2006–2007 : Serge Savard (numéro 18) ; Ken Dryden (numéro 29)
- 2007–2008 : Larry Robinson (numéro 19) ; Bob Gainey (numéro 23)
- 2008–2009 : Patrick Roy (numéro 33)
- 2009–2010 : Émile « Butch » Bouchard (numéro 3), Elmer Lach (numéro 16)

### Match du centenaire
Les célébrations du centenaire des Canadiens de Montréal se sont conclues le 4 décembre 2009, soit exactement 100 ans après la fondation du club de hockey, par un match au Centre Bell contre leurs éternels rivaux, les Bruins de Boston. L'attaquant Michael Cammalleri réussit un tour du chapeau dans une victoire convaincante de 5-1 pour les Canadiens.

## Logos

Logo des célébrations du centenaire
Logo des cent saisons des Canadiens de Montréal
Logo du 57e Match des étoiles de la LNH
Logo du repêchage d'entrée 2009 de la LNH
Logo de la Place du Centenaire